# Phradis minutus
Phradis minutus là một loài tò vò trong họ Ichneumonidae.